# ムーラン (氷河)

ムーランの構造。

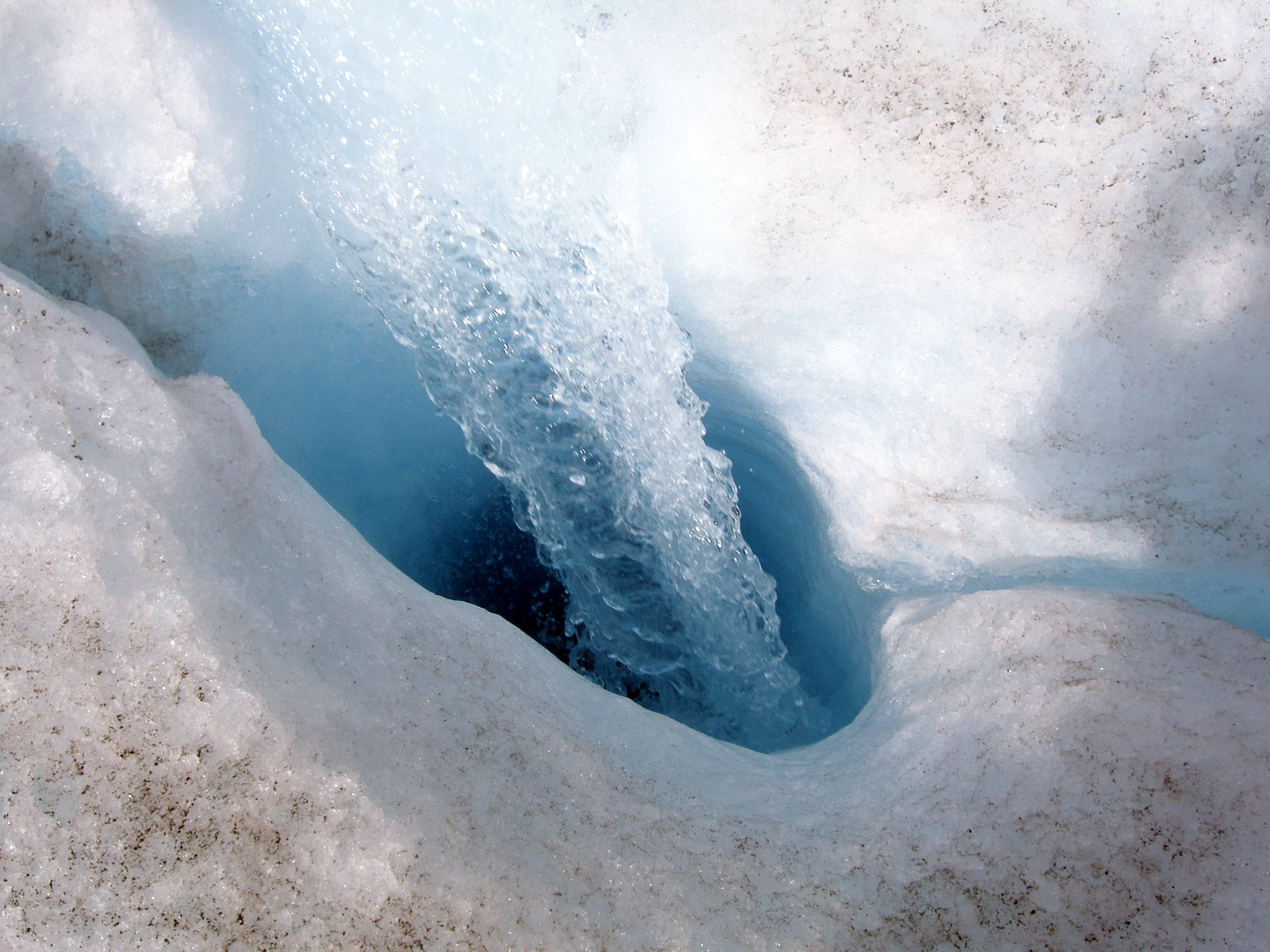
アサバスカ氷河のムーラン。

ムーラン（仏: moulin）とは、氷河の内部に見られる場合がある、管状の穴である。
ムーランの数は1つとは限らず、氷河中に点在していることもある。また、その大きさや形状も一定ではない。
ムーランはフランス語で風車を意味するが、穴の形が風車を利用した粉挽き状（螺旋状）に形成されるためである。

## 温暖化による増加
ムーランは氷河が溶け、水が川となり、流れ込む低地が削られた結果作られると考えられている。大きさは大小様々だが、数万年をかけて直径10メートル以上、深さ100メートル以上になったものもある。

## ムーランと氷河減少の関係
ムーランの増加は氷河の減少に拍車をかけるとされる。
特に南極やグリーンランドにあるムーランの深いものは氷河の下の岩盤（氷河底）まで達し、水が絶えず流れ込むことによって氷河が僅かに浮く。このため岩盤との摩擦が小さくなり、氷河は流れやすくなる（水が潤滑油の役目をする）。すると氷河はより標高の低い下流側へと流れて行き融解したり、またこれまでは雪が降るなどして溜まっていた氷がこれまでよりも短期間で下流へと流れていってしまって溶解したり、海などへと氷塊をこれまでよりも短い期間で流出させたりするため、より氷河中に含まれる氷の体積の減少が激しくなると考えられている。